# Roger Van den Bossche
Roger Van den Bossche (Gent, 27 september 1952) is een gewezen Belgische voetballer. Hij was tot 2010 actief als keeperstrainer bij AA Gent, RSC Anderlecht en Sporting Lokeren.

## Carrière
Roger Van den Bossche was een doelman die tijdens zijn spelerscarrière voor verscheidene clubs uit de regio Gent uitkwam. Hij genoot zijn opleiding bij FC Ganda en ARA La Gantoise. Hij had als doelman veel bewondering voor Christian Piot, in die periode de nummer 1 van Standard Luik en de Rode Duivels.
Na een korte periode bij Racing Gent verdedigde Van den Bossche meerdere seizoenen het doel van Jonge Lede en later ook Heirnis Gent. In 1981/82 vertoefde hij bij tweedeklasser Berchem Sport. Zijn carrière sloot hij eind jaren 80 af bij HO Etikhove en FC Latem. In 1989 werd René Vandereycken de nieuwe hoofdcoach van AA Gent en werd Van den Bossche aangesteld als keeperstrainer. Hij combineerde zijn functie bij Gent met een baan bij autoproducent Volvo. Ook na het vertrek van Vandereycken in 1993 bleef hij bij de Buffalo's. Toen Vandereycken in de zomer van 1997 bij RSC Anderlecht belandde, verhuisde ook Van den Bossche naar het Astridpark. Hij volgde keeperstrainer Nico de Bree op, die samen met Johan Boskamp naar Gent trok. De doortocht van Vandereycken werd geen succes en in 1999 werd Van den Bossche vervangen door Jacky Munaron.
De Oost-Vlaming ging vervolgens als keeperstrainer van Sporting Lokeren aan de slag. Bij de Waaslanders nam hij doelmannen als Daniel Zitka, Filip De Wilde, Zvonko Milojević, Jurgen Sierens, Sven Van Der Jeugt en Jugoslav Lazić onder zijn hoede. In 2006 werd hij, door de komst van trainer Slavoljub Muslin, aan de deur gezet. In de zomer 2007 keerde hij terug naar Daknam, waar op dat ogenblik ook de Ivoriaans doelman Barry Boubacar Copa arriveerde. In 2009 werd Copa in België uitgeroepen tot Keeper van het Jaar. In 2010 besloot Lokeren om het contract van de toen 57-jarige Van den Bossche niet te verlengen. De club trok Erwin Lemmens aan als zijn opvolger.